# 冨士森永乳業
冨士森永乳業株式会社（ふじもりながにゅうぎょう、FUJI MORINAGA MILK INDUSTRY CO.,LTD.）は、静岡県長泉町に本社を置き、アイスクリームの製造を行うメーカー。森永乳業の子会社。

## 概要
1947年に鉄道弘済会の傍系企業である弘済食品（後のJR東日本クロスステーション）が、アイスクリーム・牛乳・乳飲料・ジュース類等の製造・販売を開始したのが始まり。その後1966年に弘済食品の製造部門と一般市販関係の営業部門を分離独立する形で冨士乳業株式会社として設立された。
1967年に森永乳業が資本参加した後、2005年4月に森永乳業の連結子会社となった。2018年10月に商号を冨士森永乳業株式会社に変更した。
2025年現在、「PARM」と「MOW」を製造している。

## 沿革
- 1947年2月 - 弘済食品（後のJR東日本クロスステーション）が、アイスクリーム・牛乳・乳飲料・ジュース類等の製造・販売を開始。
- 1962年4月 - アイスクリーム・牛乳・練乳等を製造のため、静岡県長泉町に三島工場を建設[3]。
- 1966年4月 - 弘済食品から、製造部門と一般市販関係の営業部門を分離する形で冨士乳業株式会社として設立。三島工場は冨士乳業の工場となる。
- 1967年 - 森永乳業が資本参加。
- 1979年3月 - 「ミニミルク」の製造を開始。
- 1883年9月 - 「ビエネッタ」の製造を開始。
- 1987年9月 - 「ミニビエネッタ」の製造を開始。
- 1998年4月 - 本社を東京都大田区から三島工場と同じ静岡県長泉町へ移転。
- 2003年3月 - 「MOW」の製造を開始。
- 2005年
  - 3月 - 「PARM」の製造を開始。
  - 4月 - 森永乳業の連結子会社となる。
- 2018年10月 - 商号を冨士森永乳業株式会社に変更[1]。
- 2025年3月 - 「ビエネッタ」の製造を終了[4]。